# Гань Ин
Гань Ин (кит.: 甘英) — ханьский посланник, направленный китайским военным чиновником Бань Чао, действовавшим на территории Восточного Туркестана в качестве военно-политического представителя империи Хань, в 97 г. н. э. в Дацинь (Рим). Гань Ин входил в аппарат ханьского управления, обеспечивающего дипломатическое присутствие империи Хань на территории государств Восточного Туркестана.
Проделав длинный путь и уже достигнув северной оконечности Персидского залива, Гань Ин повстречался с местными купцами и расспросил их обо всех деталях своего дальнейшего маршрута. Парфянские купцы абсолютно не желали, чтобы ханьский посланник достиг Рима, а потому они решили отговорить его от этой затеи и насочиняли ему гору небылиц, что морской путь в Рим занимает долгие годы и сопряжён с невыносимыми физическими тяготами, так что многие путешественники просто умирают в пути. Гань Ин купился на ложь парфянских купцов и с глубоким разочарованием повернул назад. Так была сорвана первая дипломатическая миссия из Китая в Рим.
И хотя Гань Ин не смог достичь Рима, он, как утверждают исторические источники, смог продвинуться на запад дальше всех своих предшественников и значительно пополнил географические и этнографические представления Древнего Китая. 
Согласно записям Хоу Ханьшу — китайской династийной истории поздней династии Хань (25-220 гг. н. э.):
«На девятый год (97 г. н. э.) приказал Бань Чао своему адъютанту Гань Ин пройти весь путь до западного моря и обратно. Предыдущие поколения никогда не достигали какого-либо из этих мест, также и Шань Хай Цзин не приводил каких-либо подробностей о них. Он доложил об обычаях и топографии всех тех государств». (Хоу Ханьшу, цитированный у Лесли и Гардинера.)
В другом месте у Хоу Ханьшу также утверждается, что:
«на девятый год Юн-Юань (97 г. н. э.) послал Бань Чао своего адъютанта Гань Ин в Дацинь (римскую империю), который прошёл через Тяо-Чжи и достиг берегов Великого Моря (персидского залива) на западной границе Ань-Си (Парфии)». (Хоу Ханьшу, 88)
Гань Ин оставил сообщение о Риме (по-китайски Да-Цинь), который скорее всего основывался на информации из третьих рук. Он поместил его к западу от моря:
«Его территория простирается на многие тысячи ли, в нём есть более 400 городов с крепостными стенами. Несколько десятков маленьких государств подчинены ему. Внешние стены городов сделаны из камня. Они установили почтовые станции… Там есть сосны и кипарисы». (Хоу Ханьшу, цитированный у Лесли и Гардинера)
Он также описывает  монархию Нервы, внешний вид римлян и их товары:
«Что касается царя, он не является постоянной фигурой, но является избранным, как наиболее достойный… Люди в этой стране высоки и правильно сложены. Они напоминают китайцев, и поэтому страна называется Да-Цинь („великий“ Цинь)… Недра дают много золота, серебра и редких драгоценных камней, включая камни, которые светятся ночью… они вышивают ткани золотыми нитями для гобеленов и парчу разных цветов, и делают одежду окрашенную золотым, а также „выстиранную в огне одежду“ (имеется в виду придание цвета, путём погружения в горячую окрашенную жидкость)». (Хоу Ханьшу, цитированный у Лесли и Гардинера)
И наконец, Гань Ин верно определяет Рим в качестве главного полюса западного конца шёлкового пути:
«Именно из этой страны приходят разнообразные чудесные и редкие предметы иностранных государств». (Хоу Ханьшу, цитированный у Лесли и Гардинера)